# Chris McNealy
Christopher McNealy, detto Chris (Fresno, 15 luglio 1961), è un ex cestista statunitense, professionista nella NBA, in Italia e in Spagna.
È il padre di Chris McNealy jr., a sua volta cestista.

## Carriera
Venne selezionato dai Kansas City Kings al secondo giro del Draft NBA 1983 (38ª scelta assoluta).

## Palmarès
- CBA All-Defensive First Team (1986)